# Kennedy McMann
Kennedy Paige McMann, född 30 oktober 1996 i Holland i Michigan, är en amerikansk skådespelare. Hon är känd för sina roller som Nancy Drew i TV-serien med samma namn (2019–2023).

## Biografi
McMann föddes i Holland i Michigan, dotter till Matthew och Lisa McMann. Hon avlade examen 2014 från Skyline High School där hon utsågs till en av Mesa Public Schools fem första utmärkelser för Månadens Studenter under sitt sista år den 12 november 2013. År 2018 tog McMann en kandidatexamen i skådespelarkonst från Carnegie Mellon University.

## Filmografi (i urval)
- 2017 – Gone (TV-serie)
- 2018 – Law & Order: Special Victims Unit (TV-serie)
- 2019–2023 – Nancy Drew (TV-serie)
- 2022 – Tell Me Lies (TV-serie)
- 2023 – The Good Doctor (TV-serie)